# Keita Ueda
Keita Ueda (japanisch 植田 啓太 Ueda Keita; * 3. September 2002 in der Präfektur Kanagawa) ist ein japanischer Fußballspieler.

## Karriere
Keita Ueda erlernte das Fußballspielen in der Jugendmannschaft der Yokohama F. Marinos. Hier unterschrieb er 2021 auch seinen ersten Profivertrag. Der Verein aus Yokohama spielte in der ersten japanischen Liga, der J1 League. Die Saison 2021 wurde er an den Zweitligisten Tochigi SC nach Utsunomiya ausgeliehen. Sein Profidebüt gab Keita Ueda am 7. März 2021 im Heimspiel gegen Blaublitz Akita. Hier stand er in der Startelf und wurde in der 64. Minute gegen Nagi Matsumoto ausgewechselt. Für Tochigi bestritt er insgesamt 44 Ligaspiele. Der Drittligist SC Sagamihara lieh hin von Juli 2024 bis Saisonende 2024 aus. Für den Verein aus Sagamihara bestritt er 18 Drittligaspiele. Nach Vertragsende bei den Marinos unterschrieb er am 1. Februar 2025 einen Vertrag beim Zweitligisten Kataller Toyama